# Działobitnia

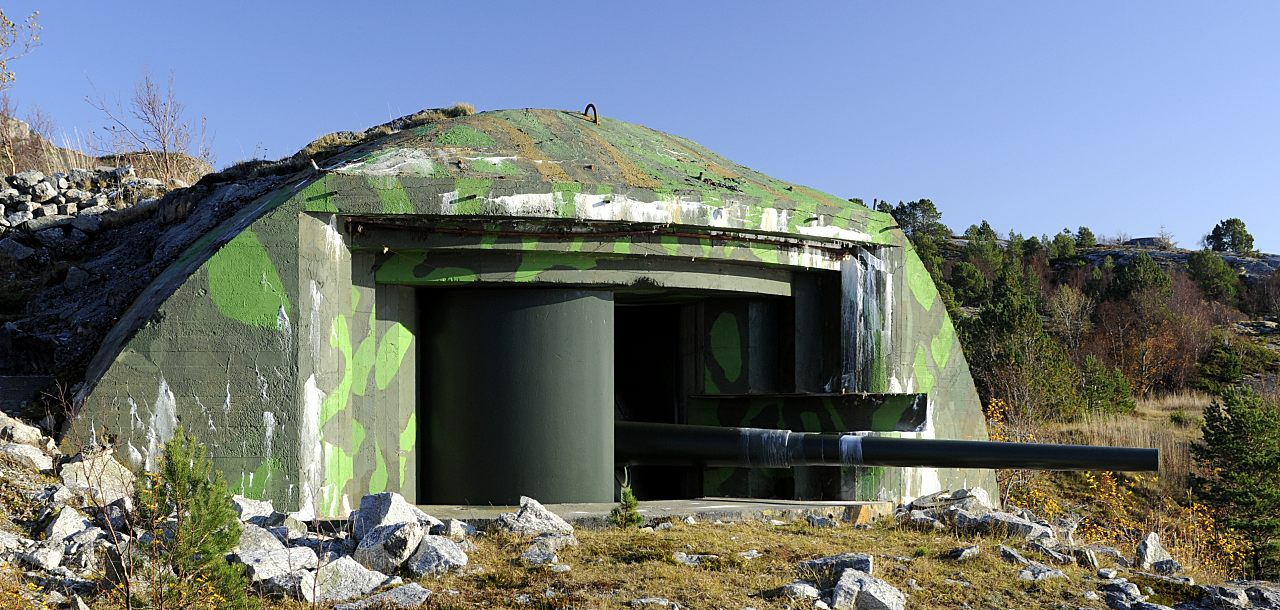
Stała, zamknięta, osłonięta tarczą pancerną działobitnia dla działa nadbrzeżnego w forcie Brettingen, Norwegia

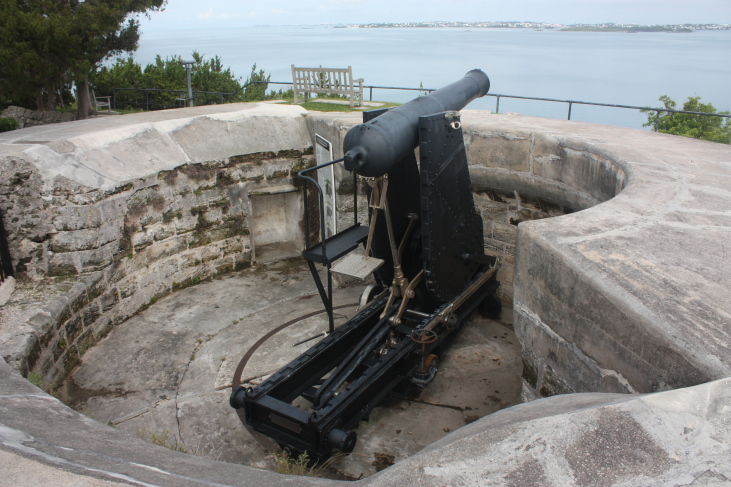
Stała, otwarta działobitnia w postaci betonowej barbety, Scaur Hill Fort, Bermudy; za działem widoczna nisza

Działobitnia – stanowisko ogniowe działa, w pełni wyposażone; składa się z:
- odpowiednio przygotowanej płaszczyzny (platformy) dla działa, osłoniętej przedpiersiem, tarczą lub murem
- rozbudowanych schronów dla obsługi (izb w fortyfikacji zamkniętej, schronów pogotowia w otwartej)
- nisz służących do przechowywania amunicji[1].

Działobitnie mogą być polowe lub stałe, otwarte lub zamknięte. Kilka działobitni w zespole tworzy baterię.